# Casas de Don Gómez
Casas de Don Gómez – gmina w Hiszpanii, w prowincji Cáceres, w Estramadurze, o powierzchni 31,16 km². W 2011 roku gmina liczyła 332 mieszkańców.